# Цибульський Олександр Валерійович
Олекса́ндр Вале́рійович Цибу́льський (8 березня 1994 — 16 серпня 2014) — солдат Збройних сил України, учасник російсько-української війни.

## Життєвий шлях
Народився 1994 року в селі Бранкованове (Ширяївський район, Одеська область). Виховувався в багатодітній сім'ї, в якій молодша дитина — інвалід дитинства з діагнозом ДЦП. Згодом з родиною мешкав у смт Ширяєве; закінчив ширяївську загальноосвітню школу № 2. Закінчив Цебриківський професійний ліцей за двома спеціальностями: кухар-офіціант і електрогазозварник. В січні 2014 року підписав контракт до 2017 року на службу в Збройних силах України. Солдат за контрактом, навідник танка 28-ї окремої механізованої бригади.
З липня 2014-го перебував у зоні бойових дій. Загинув 16 серпня 2014 року під час обстрілу, який вчинили терористи з РСЗВ «Град» біля села Благодатне (Амвросіївський район). Тоді ж полягли Віктор Булавенко, Олександр Друзь, Костянтин Костенко, Микола Прудій, Олександр Топал.
Без Олександра лишились батьки Тетяна Петрівна й Валерій Вікторович, бабуся, дві сестри — Ольга й Наталія.
Похований у селі Бранкованове 23 серпня 2014-го.

## Нагороди та вшанування
За особисту мужність і героїзм, виявлені у захисті державного суверенітету та територіальної цілісності України, вірність військовій присязі під час російсько-української війни, відзначений — нагороджений
- орденом «За мужність» III ступеня (15.5.2015, посмертно)
- у Ширяївській ЗОШ № 2 відкрито меморіальну дошку випускнику Олександрові Цибульському.
- Його портрет розміщений на меморіалі «Стіна пам'яті полеглих за Україну» в Києві: секція 2, ряд 8, місце 36.
- Вшановується 16 серпня на щоденному ранковому церемоніалі вшанування українських захисників, які загинули цього дня в різні роки внаслідок російської збройної агресії[1]